# WordPress.com
WordPress.com è un servizio di hosting blog gestito da Automattic che si basa sulla versione multi utente del software WordPress. Il servizio consente la creazione di uno o più blog gratuitamente, ed offre alcuni servizi accessori a pagamento. Per ogni blog registrato WordPress.com offre un indirizzo di terzo livello del tipo nomescelto.wordpress.com.

## Storia
WordPress.com viene lanciato l'8 agosto del 2005 in versione beta con accesso solo su invito. L'11 novembre del 2005 il sito viene aperto al pubblico. Inizialmente WordPress.com era disponibile soltanto in lingua inglese, ma negli anni successivi è stato introdotto il supporto a molte altre lingue, per un totale che al giugno 2009 supera le 50. La localizzazione è in gran parte affidata al contributo volontario degli utenti ed è quindi spesso incompleta per lingue meno diffuse.

## Caratteristiche tecniche
WordPress.com nasce come anima commerciale per il software CMS WordPress creato da Matt Mullenweg e attualmente sviluppato dalla società Automattic, fondata sempre da Matt Mullenweg. Il servizio si basa in particolare sulla versione multiutente di WordPress denominata WordPress MU che consente la creazione e la gestione di blog multipli sulla stessa installazione.
A differenza di quanto avviene con WordPress, WordPress.com offre una soluzione pronta all'uso che richiede all'utente soltanto la registrazione al servizio. Tra le caratteristiche gratuite offerte da WordPress.com si segnalano:
- 1 GB di spazio per l'archiviazione di file
- La disponibilità di decine di temi grafici
- Un sistema di statistiche integrato
- Il supporto per blog multipli ed autori multipli
- Impostazioni avanzate per la privacy
- Strumenti completi per la moderazione dei commenti
- Widget che consentono di personalizzare i contenuti di ogni blog

Rispetto ad una installazione in proprio del software WordPress si hanno alcune limitazioni. In particolare non è possibile installare nuovi temi né modificare quelli esistenti, non è inoltre possibile installare nuovi plugin. Le politiche di sicurezza adottate da WordPress.com impediscono l'inserimento di codice JavaScript e di iframe all'interno dei singoli blog. Allo stesso tempo è vietato l'inserimento di contenuti pubblicitari sui blog.
Pagando un canone annuale è possibile ottenere delle funzioni aggiuntive, tra queste:
- Un maggiore spazio di archiviazione (fino a 25 GB)
- La possibilità di attivare un dominio di secondo livello
- La modifica libera dei fogli di stile
- La rimozione della pubblicità della piattaforma
- L'accesso al servizio VideoPress per la gestione dei video
- La rimozione al limite di autori per singolo blog

WordPress.com ha anche attivato un piano denominato vip hosting riservato alle celebrità, agli editori, ai personaggi pubblici e ai progetti più complessi che decidano di far uso della piattaforma.

## Modello commerciale
WordPress.com sostiene la propria attività attraverso due canali:
- Inserendo saltuariamente nei blog ospitati inserzioni pubblicitarie di Google Google AdSense. Tali inserzioni sono sporadiche e rivolte principalmente ai visitatori occasionali. Gli utenti registrati e i visitatori fissi non visualizzano alcune messaggio pubblicitario
- La vendita di funzioni aggiuntive

Akismet è il filtro antispam predefinito di Wordpress.com e dei blog da esso ospitati, a sorgente chiuso e rilasciato con licenza GNU-GPL, ad iscrizione obbligatoria (con chiave API per utenti esterni al sito) ed alimentato da tutti i commenti inseriti nei blog ospitati da Wordpress che non l'hanno disabilitato.